# El Barco (El Barco de Valdeorras)
El Barco (llamada oficialmente San Amaro do Barco) es una parroquia y un lugar español del municipio de El Barco de Valdeorras, en la provincia de Orense, Galicia.

## Toponimia
La parroquia también es conocida por los nombres de O Barco y San Mauro do Barco.

## Organización territorial
La parroquia está formada por dos entidades de población:
- O Barco
- Veigadecabo

## Demografía

### Parroquia
| Gráfica de evolución demográfica de El Barco (parroquia) entre 2000 y 2022 |
|                                                                            |
| Datos según el nomenclátor publicado por el INE.                           |

### Lugar
| Gráfica de evolución demográfica de O Barco (lugar) entre 2000 y 2022 |
|                                                                       |
| Datos según el nomenclátor publicado por el INE.                      |